# Polycentropus cipoensis
Polycentropus cipoensis – gatunek chruścika z rodziny przyocznicowatych i podrodziny Polycentropodinae.
Gatunek ten opisany został po raz pierwszy w 2011 roku przez Stevena W. Hamiltona i Ralpha W. Holzenthala na łamach „ZooKeys”. Jako lokalizację typową wskazano Serra do Cipó w brazylijskim stanie Minas Gerais. Epitet gatunkowy pochodzi od miejsca typowego.
Chruścik o brązowym do ciemnobrązowego ciele i brązowych odnóżach. Skrzydło przednie osiąga od 5,8 do 7 mm długości. Ubarwienie skrzydła jest brązowe, bez łatek z jaśniejszych szczecinek. Odwłok samca ma prawie trójkątne w widoku bocznym, a w widoku brzusznym trapezowate ze słabo przewężonymi na przedzie bokami oraz słabo wklęśniętym brzegiem tylnym dziewiąte sternum. Krótka, lekko zakrzywiona dobrzusznie, wrzecionowata w widoku grzbietowym przysadka pośrednia ma niezmodyfikowaną podstawę. Przysadka preanalna ma bardzo krótki i u szczytu ścięty wyrostek mezolateralny, u podstawy szeroko połączony z grzbietową częścią doogonowo skierowanego i szeroko ściętego wyrostka mezowentralnego tejże przysadki. Przysadka dolna jest w widoku brzusznym wąsko-trójkątna, a w widoku bocznym długa i smukła, o niskiej, okrągławo-trójkątnie przedłużonej flance grzbietowo-bocznej, wąskim i nasadowo umieszczonym kolcu mezowentralnym oraz pozbawiona kolca kaudalnomezalnego. Bardzo krótka fallobaza ma bardzo szeroki wyrostek wierzchołkowo-brzuszny o dwóch szczytach, szeroki w widoku grzbietowym skleryt fallotremy oraz szerokie pasmo zesklerotyzowane endoteki. Y-kształtny skleryt subfalliczny ma długie ramiona.
Owad neotropikalny, endemiczny dla Brazylii.